# For Those Who Are, Still
For Those Who Are, Still ist ein Jazzalbum von William Parker. Die aus einer Box mit drei CDs bestehende Edition enthält Werke Parkers, die zwischen 2000 und 2013 aufgenommen wurden. Die Aufnahmen erschienen 2015 in limitierter Auflage auf AUM Fidelity. Das Boxset besteht aus vier Teilen: For Fannie Lou Hamer ist eine Hommage an die Bürgerrechtlerin Fannie Lou Hamer, aufgeführt von einem New Yorker Ensemble aus zehn Musikern; Vermeer ist eine Liedreihe für Quartett, Red Giraffe with Dreadlocks ist ein weitläufiges Weltmusik-Epos, das live in Paris aufgenommen wurde, und Ceremonies for Those Who Are, Still ist Parkers erste Partitur für Orchester mit dem Saxophonisten Charles Gayle als Gastmusiker.

## Hintergrund
„For Fannie Lou Hamer“ für kleines Orchesterensemble wurde im Jahr 2000 von New York Kunst-Kollektiv The Kitchen in Auftrag gegeben, ein Experimentierraum für verschiedene Disziplinen, und wurde im selben Jahr von der Kitchen House Blend Band aufgenommen. Dabei wirkten die Sängerin Leena Conquest mit mehreren Solisten mit, unter denen der Trompeter Ravi Best, der Geiger Todd Reynolds, die Saxophonisten J. D. Parran und Sam Furnace, der Posaunist Masahiko Kono hervorstechen. Auf derselben CD findet sich ein weiterer Kontrast zum ersten langen Stück in den neun Episoden, die unter der Bezeichnung „Vermeer“ zusammengefasst sind, die als „Liederreihe“ bezeichnet wird. Im Namen des holländischen Malers Jan Vermeer arbeitete Parker  mit einem personell reduziertem Ensemble (Stimme und drei Instrumente) am Lied, an der von der Stimme freigelegten Melodie, setze aber auch eine kammermusikalische Dialektik um verwobene Artikulation zwischen der Stimme, Darryl Fosters Sopran- und Tenorsaxophonen, Eri Yamamotos Piano und dem Kontrabass des Bandleaders.

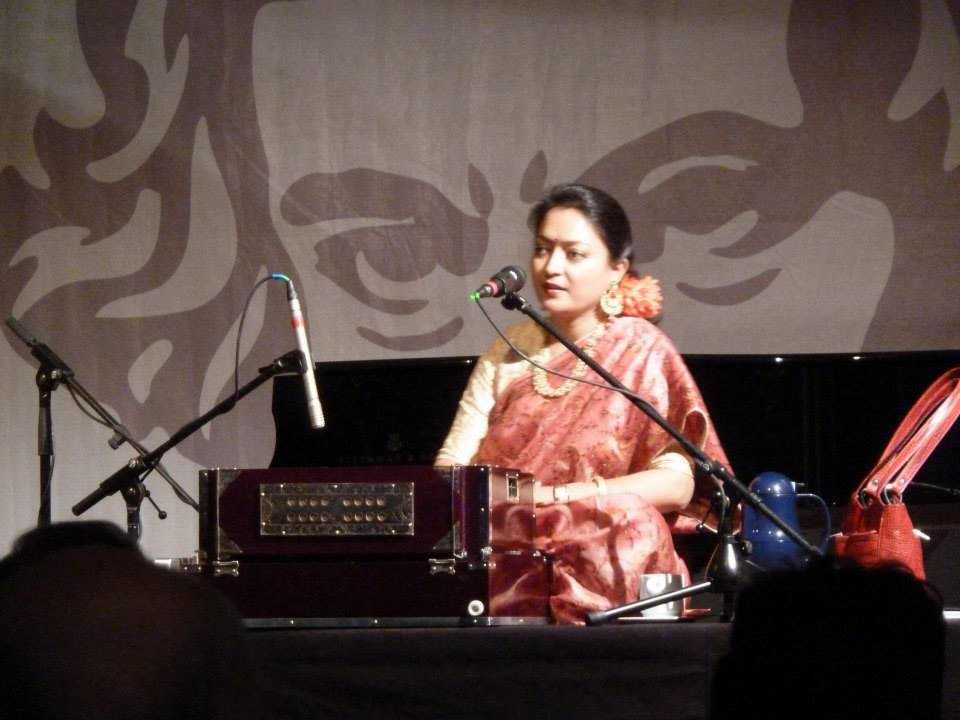
Sangeeta Bandyopadhyay beim Beethoven Fest Bonn 2014

Die zweite CD mit dem Titel The Red Giraffe with Dreadlocks inszeniert einen weiteren dialektischen Kontrast zwischen einem typischen Jazz-Ensemble, in dem Cooper-Moore, Rob Brown, Hamid Drake und Parker selbst spielen, mit den Stimmen der Inderin Sangeeta Bandyopadhyay und des Senegalesen Mola Sylla, der auch die Mbira und die Ngoni spielt, ein Saiteninstrument aus Westafrika. Insbesondere die beiden langen Stücke, die den ersten Teil der CD einnehmen, orientieren sich an einem hypnotischen Rezitativgesang, der unterschiedliche und gegensätzliche Realitäten wie die afrikanische und asiatische verbindet, notierte Giuseppe Segala. Andere Episoden wie „The Giraffe Dances“ seien mehr auf die Improvisation der Solisten ausgerichtet.
Die elf Episoden, die Ceremonies for Those Who Are Still bilden, wurden vom National Forum of Music in Auftrag gegeben und 2013 beim Jazztopad Festival in Warschau unter Beteiligung des NFM Wrocław Philharmonic Orchestra aufgeführt, kombiniert mit Mitgliedern des NFM Choir. William Parker widmete das Stück dem Komponisten und
Pianisten Rustam Abdullayev. Die CD endet mit einer nicht verwandten Nummer, „Escapade for Sonny“, einer 25-minütigen Jam-Widmung an Sonny Rollins, dargeboten von Parker, dem Saxophonisten Charles Gayle und dem Schlagzeuger Mike Reed.

## Titelliste
- William Parker: For Those Who Are, Still (AUM Fidelity AUM092/93/94)[4]

CD 1
1. For Fannie Lou Hamer;
2. Vermeer
3. Awash in the Midst of An Angel’s Tears
4. Essence;
5. Flower Song – Take 2
6. Just Feel
7. Feet as Roses
8. Gongs for Deaf Dreams
9. Sweet Breeze
10. Flower Song – Take 1.

CD 2
1. Villages, Greetings and Prayer
2. Souls Have Fallen Like Rain
3. The Giraffe Dances
4. Tour of the Flying Poem
5. Children Drawing Water from The Well;
6. Where Do You Send the Poe

CD 3
1. A Magical Figure Dances Barefoot in the Mud;
2. Light Shimmering Across a Field of Ice
3. Trees with Wings
4. . Rise Up in Sound
5. Humble Serious
6. Tea Leaves of Triple Sadness
7. Ritual
8. Winter
9. My Cup
10. Encore

Die Kompositionen stammen von William Parker.

## Personal und Aufnahmesessions
William Parker, Kontrabass, Flöten, Ngoni; Leena Conquest: Gesang; Todd Reynolds: Violine; Shiau-Shu Yu: Violoncello; JD Parran, Sam Furnace: verschiedene Holzblasinstrumente, Ravi Best: Trompete; Masahiko Kono: Posaune; Kathleen Supové: Piano; Nicki Papagei: Kontrabass; JT Lewis: Schlagzeug; Jim Pugliese: Schlagzeug; Darryl Foster: Sopransaxophon, Tenorsaxophon; Eri Yamamoto: Klavier; Klaas Hekman: Bass-Saxophon, Flöte; Cooper-Moore: Piano; Hamid Drake: Schlagzeug; Sangeeta Bandyopadhyay: Stimme, elektronisches Shruti; Mola Sylla: Stimme, Mbira, Ngoni; Bill Cole: Holzblasinstrumente; Rob Brown: Altsaxophon; Charles Gayle: Tenorsaxophon, Sopransaxophon, Piano; Mike Reed: Schlagzeug.
- For Fannie Lou Hamer (Live, „The Kitchen“, New York, 18. Oktober 2000), mit Ravi Best (tp), Masahiko Kono (trb), J.D. Parran, Sam Furnace (reeds), Kathleen Supove (p), Todd Reynolds (vln), Shiau-Shu Yu (cello), Nicki Parrott (kb), J.T. Lewis (dr), Jim Pugliese (perc), Leena Conquest (voice)
- Vermeer (Brooklyn, 6. März 2011), mit Darryl Foster (sop, ts), Eri Yamamoto (p), William Parker (b, hocchiku), Leena Conquest (voice)
- Red Giraffe with Dreadlocks (Paris, Januar 2012), mit Rob Brown (as), Klaas Hekman (bassax, fl), Bill Cole (reeds), Cooper-Moore (p), William Parker (b), Hamid Drake (dr), Sangeeta Bandyopadhyay (voice, shruti box), Mola Sylla (voice, m'bira, ngoni) *
- Ceremonies for Those Who Are, Still (Jazztopad Festival, Wroclaw), mit Charles Gayle (ts, sop, p), William Parker (b,doson ngoni, bamboo-fl), Mike Reed (dr), NFM Symphony Orchestra, Jan Jakub Bokun (cond) Solisten des NFM Choir (vcl)

## Editorische Notiz
Red Giraffe with Dreadlocks (mit Sangeeta Bandyopadhyay, Bill Cole, Rob Brown, Klaas Hekman, Cooper-Moore, Hamid Drake) erschien 2015 auch als Einzelalbum bei AUM Fidelity.

## Rezeption
William Parker höre nie auf, reichlich und überwältigend zu produzieren, angetrieben von kreativer Energie und allgegenwärtiger Aufmerksamkeit für musikalische Reize aus verschiedenen Kulturen und Herangehensweisen, schrieb Giuseppe Segala in der italienischen Ausgabe von All About Jazz. Die so heterogene Zusammenstellung sei aber auch gleichzeitig fokussiert auf eine Ausformung eines künstlerischen Ausdrucks, die eindeutig mit Parkers Persönlichkeit verbunden sei, was sich mit einem Kriterium des dialektischen Gegensatzes zwischen Orchestermusik und einem kammermusikalischem Ansatz deuten lasse. Aber die Kontraste ziehen sich auf „tellurische Weise“ durch das Werk und reichten von Gesangsmelodien (mit Texten von Parker selbst) bis hin zu Schauspiel[-Passagen], die sich mit Instrumentalmusik vermischen, von [Einflüssen aus] Afrika bis zum Orient, von der intuitiven und unmittelbaren Freiheit von Free (oder Post-Free) Jazz, bis hin zum sorgfältig ausgeschriebenen Teilen.

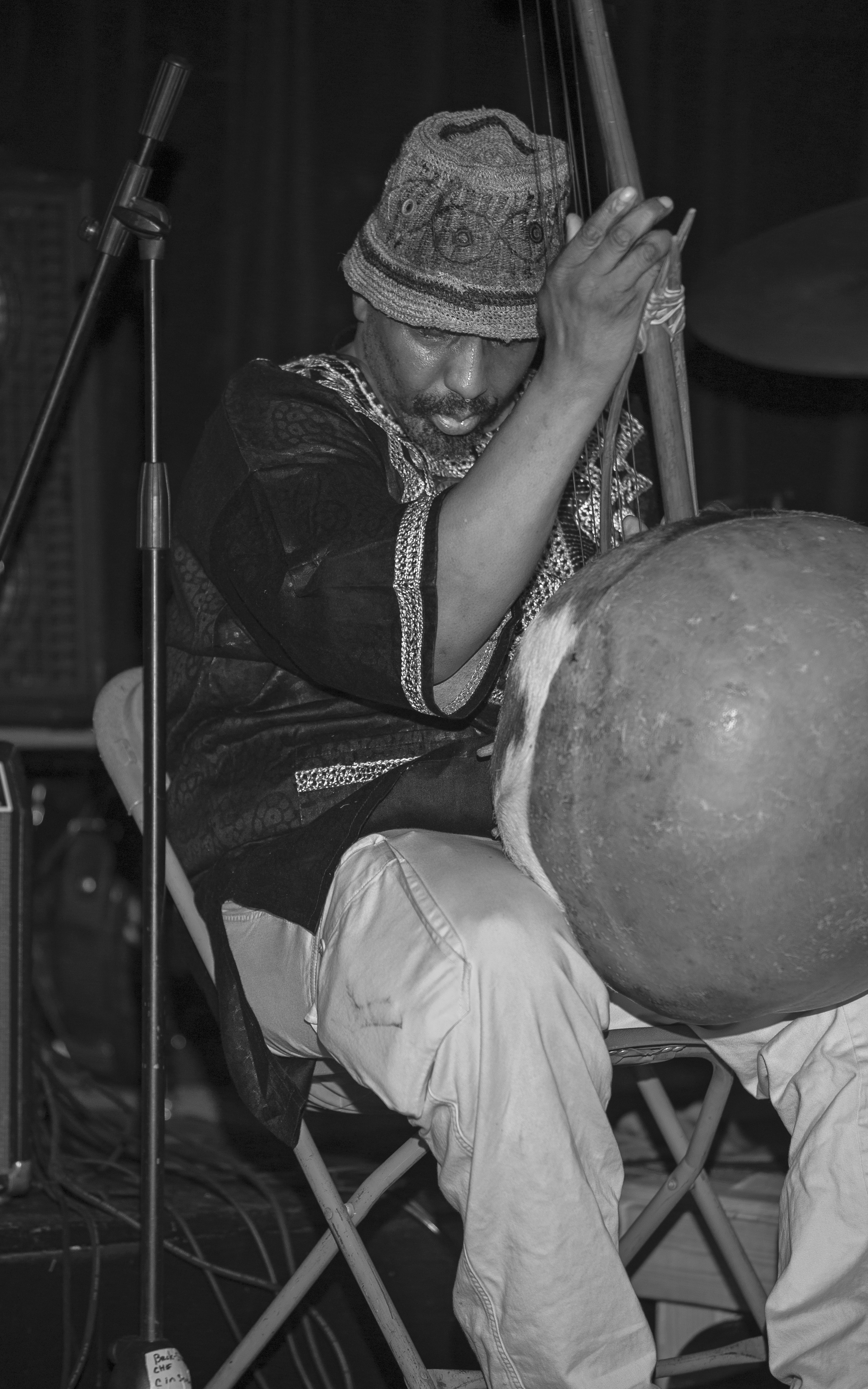
William Parker auf dem New Yorker Vision XIII Festival 2008

Nach über 40 Jahren in der Musik hätte man nicht gedacht, dass ein Musiker wie der Jazzbassist William Parker noch etwas zu beweisen hätte, meinte John Garratt in Pop Matters, die Veröffentlichung des gigantischen For Those Who Are, Still porträtiere Parker als einen Komponisten, der absolut aufs Ganze gehe. Diese über dreieinhalb Stunden dauernde Kompilation sei dichter als alles, was man in letzter Zeit [von ihm] gehört habe. Auch wenn Parker  auf lange Sicht vor allem für seine Arbeit mit Leuten wie Matthew Shipp und David S. Ware in Erinnerung bleiben wird, wo moderner Jazz versuchte, die Post-Bop-Ausdrucksformen
zu erweitern, sei For Those Who Are, Still eine ganz andere Liga. Es wirke fast so, „als wäre For Those Who Are, Still vom Himmel gefallen, um uns daran zu erinnern, dass William Parker auch ein ernsthafter Komponist ist.“
In vielerlei Hinsicht sei der Bassist und Komponist William Parker, der Löwe der freien Szene in New York, mit seinem Vorgänger, dem großen Charles Mingus vergleichbar, schrieb Cormac Larkin in der Irish Times, und zwar sowohl in seiner kompromisslosen Herangehensweise an seine Kunst als auch in seiner Treue zu politischen Anliegen. Dieses aufwendige Boxset würde mit seinen vier Teilen all diese Qualitäten jeweils auf unterschiedliche Weise zur Geltung bringen. es sei „eine hochmoderne Veröffentlichung von einem Meister der freien Musik“.